# Lluís Gunther I de Schwarzburg-Rudolstadt
Lluís Gunther I de Schwarzburg-Rudolstadt (en alemany Ludwig Günther von Schwarzburg-Rudolstadt) va néixer a Rudolstadt (Alemanya) el 27 de juny de 1581 i va morir a la mateixa ciutat el 4 de novembre de 1646. Era un noble alemany, fill del comte Albert VII de Schwarzburg-Rudolstadt (1537-1605) i de Juliana de Nassau-Dillenburg (1546-1588).
Del 1598 al 1600 va estudiar a Jena, i dos anys més tard optà per l'acadèmia d'Estrasburg. A partir d'aquí va començar, com a forma de completar la seva formació, un periple per Europa entre els anys 1602 i 1604.
A la mort del seu pare, el 1605 va deixar el seu germà gran Carles Günther com a hereu únic del govern del comtat, cosa que li va permetre a Lluís Gunther continuar amb els seus viatges. El 1606 era a França, entre el 1607 i el 1608 a Espanya i Portugal, on va fer nombroses observacions en el seu diari. El 1609 va explorar Anglaterra i Escòcia i a l'hivern de 1609 va tornar a Rudolstadt.
El novembre de 1610, va rebre una primera part de l'herència amb el feu de Frankenhausen. Però no va ser fins a la mort dels seus germans, Carles Gunther el 1630 i Albert Gunther el 1634, que Lluís Gunther va governar en solitari el comtat de Rudolstadt 
Va portar a terme nombroses reformes en el camp de l'educació i va fer moltes donacions a l'església. En el seu testament llegà la seva biblioteca particular a la biblioteca eclesiàstica de Rudolstadt.

## Matrimoni i fills
El 4 de febrer de 1638 es va casar a Rudolstadt amb Emília d'Oldenburg-Delmenhorst (1614-1670), filla d'Antoni II d'Oldenburg (1550-1619) i de Sibil·la Elisabet de Brunsvic-Luneburg (1576-1630). Fruit d'aquest matrimoni, nasqueren:
- Sofia Juliana (1639-1672)
- Ludmilla Elisabet (1640-1672)
- Albert Antoni (1641-1710), casat amb la comtessa Emília Juliana de Barby-Mühlingen (1637-1706).
- Cristina Magdalena (1642-1672)
- Maria Susanna (1646-1688)